# Snow Arena

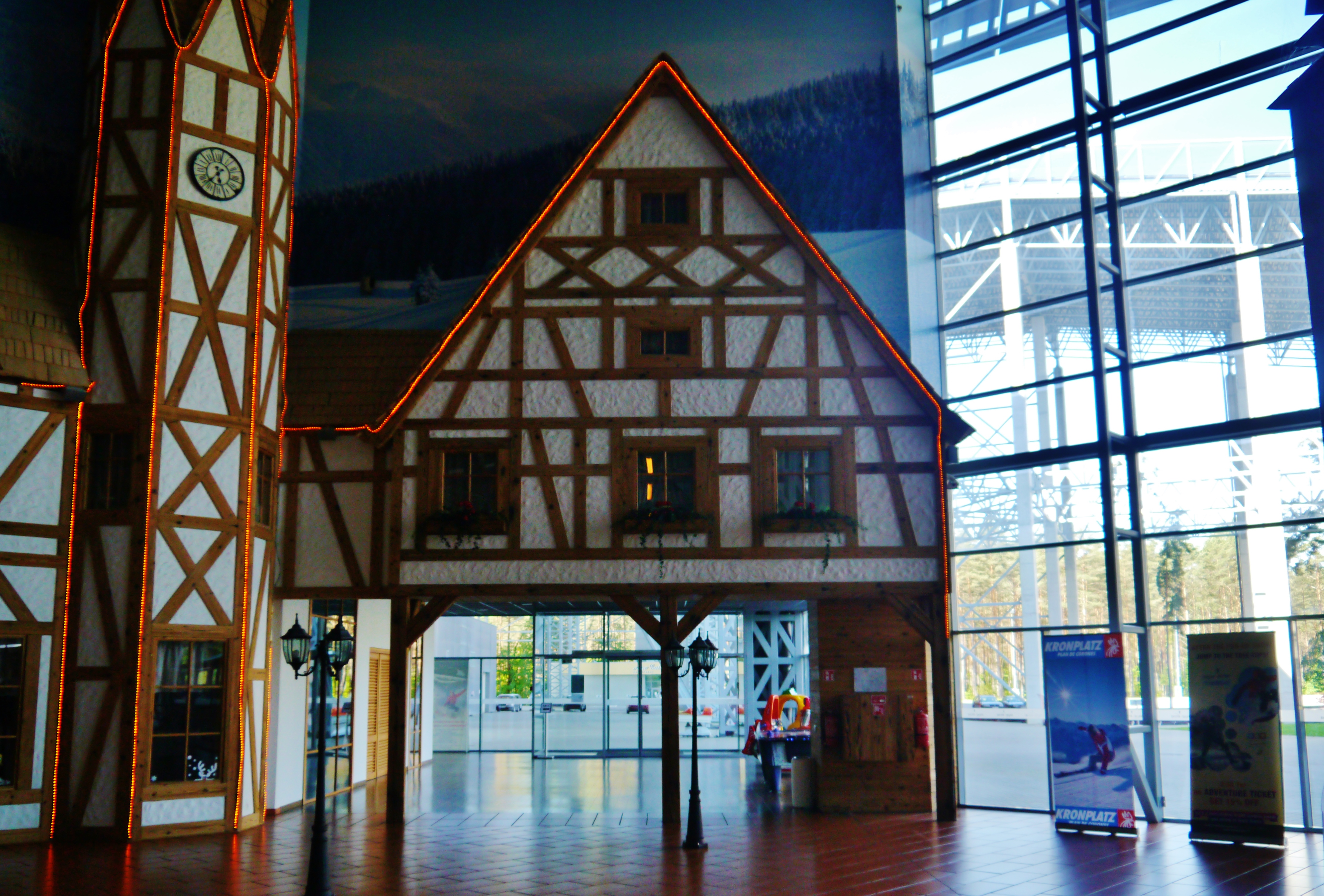
Die Lobby der Snow Arena in Druskininkai, Litauen

Snow Arena ist eine Skihalle in der litauischen Kurortstadt Druskininkai. Die Halle wurde im  August 2011 eröffnet. Die Kosten waren etwa 31 Mio. Euro. Früher hieß sie SNORAS Snow Arena (nach dem Sponsor Snoras, der litauischen Bank, die später insolvent wurde).

## Einrichtung
Die Arena hat drei Skiflächen, die größte ist 460 m lang und 50 m breit. In den Wintermonaten steht auch eine Außenbahn zur Verfügung. Die Halle enthält neben den Pisten auch Übungselemente für Skiing, Freestyle skiing und Snowboardspringen.